# 蕎麦粒山 (東京都・埼玉県)
蕎麦粒山（そばつぶやま）は、日本の関東地方中部に位置し、東京都西多摩郡奥多摩町と埼玉県秩父市の境界（都県境）に所在する山。奥多摩山域に属する。標高1,472.9m。

## 概要
山名は、小さいながら形の良い二等辺三角形をなす頂上部分が、蕎麦の実の形を思わせるところから来たものと考えられる。
奥多摩の山々の中では比較的標高の高い山であるが、やや奥まった場所にあるため、御岳山、大岳山、御前山、川苔山（川乗山）等に比べれば訪れる人は少なめで、静かな山歩きが楽しめる。山頂は開けて展望に優れ、特に秋から春先にかけての明るい雰囲気は評価が高い。

## 登山

### 登山ルート
登山ルートは下記に列挙するもの以外に、南西面の倉沢谷を登る沢登りルートもあり、登山計画書は青梅警察署・青梅警察署管内の交番・駐在所又は奥多摩駅や御嶽駅にて受け付けている。
奥多摩町日原から
JR青梅線奥多摩駅からバス（西東京バス）で日原下車。そこから滝入ノ峰、一杯水を経て山頂まで4時間。
秩父市浦山から
西武秩父線の西武秩父駅から「浦山大日堂」行きのバスで終点下車。仙元尾根登山道経由で山頂まで3時間半。
飯能市名栗から
名栗湖（有馬ダム）から落合を通り、有間川に沿った有馬線林道の終点の日向沢の峰登山道入り口から日向沢の峰を経て蕎麦粒山山頂まで3時間。
青梅市成木から
成木7丁目の小沢峠から、黒山 ─ 権次入峠 ─ 棒の嶺 ─ 長尾丸山 ─ 50号鉄塔 ─ 日向沢の嶺 ─ 蕎麦粒山。 黒山から蕎麦粒山山頂まで4時間。
川苔山（川乗山）から
川苔山（川乗山）から日向沢ノ峰を経て蕎麦粒山に至る。川苔山からの所要時間は2時間弱。